# Jeffrey Jones
Jeffrey Duncan Jones (Buffalo, 28 september 1946) is een Amerikaans acteur. Hij werd in 1985 genomineerd voor een Golden Globe voor het spelen van keizer Jozef II in de semi-biografische muziekfilm Amadeus. In 2007 volgde een nominatie voor een Screen Actors Guild Award samen met alle acteurs van de westernserie Deadwood, waarin hijzelf te zien was als A.W. Merrick.
Jones maakte in 1970 zijn acteerdebuut in de anti-kapitalistische, lowbudget actie-dramafilm The Revolutionary. Sindsdien speelde hij meer dan 35 andere filmrollen, meer dan veertig inclusief die in televisiefilms. Jones verschijnt hierin regelmatig als heer van stand of moraalridder met wie een loopje wordt genomen, zoals in Ferris Bueller's Day Off. Hierin is hij als de ijverige rector Ed Rooney de grootste hindernis die hoofdpersonage Bueller (Matthew Broderick) moet zien te nemen om een dag van school te kunnen spijbelen.
Jones is een van de acteurs die regisseur Tim Burton regelmatig gebruikt in zijn films. Zo speelde hij in diens Beetlejuice (1988), Ed Wood (1994) en Sleepy Hollow (1999).

## Filmografie
*Exclusief 5+ televisiefilms
| - 10.0 Earthquake (2014) - Who's Your Caddy? (2007) - Par 6 (2002) - How High (2001) - Dr. Dolittle 2 (2001) - Heartbreakers (2001) - Company Man (2000) - Stuart Little (1999) - Sleepy Hollow (1999) - Ravenous (1999) - There's No Fish Food in Heaven (1998) - The Devil's Advocate (1997) - The Pest (1997) - Santa Fe (1997) - Flypaper (1997) - The Crucible (1996) - Houseguest (1995) - Bombmeister (1995) - Ed Wood (1994) | - Extra Terrorestrial Alien Encounter (1994) - Heaven & Earth (1993) - Out on a Limb (1992) - Stay Tuned (1992) - Mom and Dad Save the World (1992) - Enid Is Sleeping (1990) - The Hunt for Red October (1990) - Valmont (1989) - Who's Harry Crumb? (1989) - Without a Clue (1988) - Beetlejuice (1988) - The Hanoi Hilton (1987) - Howard the Duck (1986) - Ferris Bueller's Day Off (1986) - Transylvania 6-5000 (1985) - Amadeus (1984) - Easy Money (1983) - The Soldier(1982) - The Revolutionary 1970) |

## Televisieseries
*Exclusief eenmalige gastrollen
- Deadwood – A.W. Merrick (35 afleveringen, 2004–2006)
- Invader Zim – verschillende rollen (stem, 4 afleveringen, 2001–2003)
- Justice League – Sir Swami (stem, 2 afleveringen, 2002)
- Fresno (miniserie, 1986) – Mr. Acme
- The Adams Chronicles (miniserie, 1976)

- Bibliothèque nationale de France: cb140260357 (data)
- Gemeinsame Normdatei: 1050326121
- International Standard Name Identifier: 0000 0000 7840 556X
- Library of Congress Control Number: no96017228
- Nationale Bibliotheek van Tsjechië: mzk2009517683
- Nationale Bibliotheek van Israël: 987007458085305171
- Système universitaire de documentation: 070324808
- Virtual International Authority File: 42039366
- WorldCat: E39PBJhX6btBdq6hRKdCGHF7pP